# Лунгова Надія Федорівна
Надія Федорівна Лунгова (1932 — ?) — українська радянська діячка, новатор сільськогосподарського виробництва, ланкова колгоспу імені Жовтневої революції (імені Шевченка, імені Котовського) Березівського району Одеської області. Депутат Верховної Ради УРСР 5-го скликання.

## Біографія
Народилася в селянській родині.
З кінця 1940-х років — ланкова колгоспу імені Жовтневої революції (з 1958 року — імені Шевченка, потім — імені Котовського) Березівського району Одеської області.
Член КПРС.

## Нагороди
- орден Леніна (26.02.1958)
- ордени
- медалі
- Грамота Президії Верховної Ради Української РСР (7.03.1960)